# Амендола, Джованни
Джованни Аме́ндола (итал. Giovanni Amendola, 15 апреля 1882 — 6 апреля 1926) — итальянский политический деятель либерального толка, публицист, антифашист. Отец Джорджо Амендолы. Автор термина «тоталитаризм», использованного им как характеристика режима Муссолини.

## Биография
С 1919 года депутат парламента. После Первой мировой войны возглавил левое крыло Либеральной партии. Министр в ряде итальянских правительств. В 1924 году стал одним из лидеров антифашистского Авентинского блока итальянского парламента, основав демократический либеральный союз. Наряду с Роберто Бенчивенгой выступал за начало вооружённой борьбы с фашизмом под руководством коммунистов. После поражения этого блока в борьбе с фашизмом занял либерально-республиканские позиции. В июле 1925 года был жестоко избит фашистской бандой. Умер от последствий этого нападения в эмиграции во Франции, став одной из первых известных жертв режима Муссолини наряду с социалистом Джакомо Маттеотти и священником Джованни Минцони. Его сын Джованни Амендола вскоре вступил в Итальянскую коммунистическую партию.
На общем фоне Амендолу отличала прочная и критически окрашенная гуманистическая культура. В 1923 году совместно с издателем-антифашистом Пьеро Гобетти впервые ввели в научный язык политологии понятие тоталитаризма для обозначения установленной в 1923 году в Италии фашистской диктатуры с целью подчеркнуть качественное отличие итальянского фашизма от прежних типов диктатур: деспотизма, олигархии, тирании и т. д.
Жена — Ева Оскаровна Кюн (21 января 1880, Вильна — 28 ноября 1961, Рим), переводчица и теософка.

## В масонстве
Амендола не был типичной фигурой среди политических деятелей своего времени. Его принадлежность к масонству сопровождалась самыми широкими познаниями в области спиритуализма. На общем фоне Амендолу отличала прочная и критически окрашенная гуманистическая культура. Он обладал опытом, приобретённым благодаря непосредственному участию в теософических кружках. Документы, находящиеся в распоряжении Великого востока Италии, свидетельствуют о том, что Дж. Амендола принял масонское посвящение 24 мая 1905 года в ложе «Романьози» в Риме

## Сочинения
Opere di Giovanni Amendola, v. 1-3, Milano — Napoli, 1951—1960.